# Нуристан (міське селище)
Нуристан (узб. Нуристон, Nuriston) — міське селище в Узбекистані, в Нішанському районі Кашкадар'їнської області.
Розташоване на Каршинському магістральному каналі, за 20 км на південь від Янгі-Нішана, за 6 км від залізничної станції Жайрон. Поблизу селища знаходиться Талімарджанська ТЕС.
Населення 10,5 тис. мешканців (2003).
Статус міського селища з 1992 року.